# Herdwangen-Schönach
Herdwangen-Schönach è un comune tedesco di 3 493 abitanti,, situato nel land del Baden-Württemberg.